# 比列納的胡安娜·曼紐
比列納的胡安娜·曼紐（西班牙語：Juana Manuel de Villena，1339年—1381年3月27日），卡斯提爾王后，1369年至1379年在位。

## 家庭
1350年，胡安娜·曼紐和卡斯提爾國王佩德羅一世的異母弟恩里克結婚，兩人共有1子2女：
1. 胡安一世（1358年—1390年），卡斯提爾國王
2. 萊昂諾爾（1363年—1416年），納瓦拉王后
3. 胡安娜（1367年—1374年），夭折